# Usačev
Usačev je priimek več oseb:
- Sergej Usačev (1926–1996), slovaški fizik
- Zaher Nikitovič Usačev (1897-1982), sovjetski general